# Mentocrex
Mentocrex – rodzaj ptaków z rodziny kusokurek (Sarothruridae).

## Rozmieszczenie geograficzne
Rodzaj obejmuje gatunki występujące endemicznie na Madagaskarze.

## Morfologia
Długość ciała 28–30 cm; masa ciała 142–280 g.

## Systematyka
Rodzaj zdefiniował w 1932 roku amerykański ornitolog James Lee Peters w artykule zatytułowanym Dwa nowe rodzaje i nowy podgatunek chruścieli, opublikowanym w czasopiśmie „Proceedings of the New England Zoölogical Club”. Gatunkiem typowym jest (oryginalne oznaczenie) malgaszokurka szaroucha (M. kioloides).

### Etymologia
- Mentocrex: gr. μεντον menton ‘jednakże, wszelako’; rodzaj Crex Bechstein, 1803 (derkacz)[3].

### Podział systematyczny
Do rodzaju należą następujące gatunki:
- Mentocrex kioloides (Pucheran, 1845) – malgaszokurka szaroucha
- Mentocrex beankaensis Goodman, Raherilalao & Block, 2011 – malgaszokurka rdzawoucha